# Dagoba Abhayagiri
Abhayagiri Vihāra je bilo glavno samostansko središče mahajana, teravadskega in Vadžrajana budizma, ki se je nahajal v Anuradhapuri na Šrilanki. Je ena najobsežnejših ruševin na svetu in eno najsvetejših budističnih romarskih mest v državi. Zgodovinsko gledano je bil velik samostanski center in kraljeva prestolnica, s čudovitimi samostani, ki so se dvigali v več nadstropjih, pokriti s pozlačenimi bronastimi strehami ali s ploščicami iz žgane gline, glazirane v briljantnih barvah. Severno od mesta, obkrožen z velikim obzidjem je stal Abhayagiri, ena od sedemnajst takšnih verskih enot v Anuradhapuri in največji od petih velikih samostanov, imel je zgrajene kopalne ribnike, izklesane balustrade in mesečeve kamne. Ena glavnih točk kompleksa je starodavna dagoba, Dagoba Abhayagiri. Okoli dagobe je bil samostan Abhayagiri Vihara, kjer je bil sedež severnega samostana ali Uttara Vihara in prvotni skrbnik relikvije Svetega (Budovega) zoba na otoku.
Izraz "Abhayagiri Vihara" pomeni ne le kompleks samostanov, temveč tudi bratovščino budističnih menihov ali Sangha, ki vzdržuje lastne zgodovinske zapise, navade in način življenja. Ustanovljen v 2. stoletju pred našim štetjem, je v 1. stoletju n. št. prerasel v mednarodno institucijo in privabil učenjake iz vsega sveta ter obsegal vse odtenke budistične filozofije. Njegov vpliv je mogoče izslediti v drugih delih sveta, preko podružnic. Tako se je Abhayagiri Vihara razvijal kot velika ustanova v odnosu do Mahavihare in jetavanskih budističnih samostanov v starodavnem glavnem mestu prestolnice Šrilanke, v Anuradhapuri.

## Kralj Valagamba in Abhayagiri
V kroniki je zapisano , da je kralj Valagamba med obdobjem svoje druge vladavine od 89. do 77. pr. n. št. zgradil Dagobo Abhayagiri. Mladi Brahman (kasta svečenikov, učiteljev, pravnikov in pridigarjev darme v Indiji) po imenu Tiya (Tissa) je razglasil vojno zoper njega. Tiya je zavedla prerokba drugega Brahmana. Pred prihodom bikuja (bhikkhu - menih) Mahinde, ki je na otok prinesel budizem, so imeli Brahmani najvišje mesto v družbi. Po ustanovitvi budistične sanghe na otoku pa so izgubili svojo nadvlado. Nekateri Brahmani so se spreobrnili v budizem, drugi pa so se uprli. Tiya, ki je užival podporo svoje skupnosti, je živel tako na Šrilanki kot zunaj nje, zato je bil zelo močan.
Hkrati je sedem tamilskih vodij pristalo v Mahatitthi z močno vojsko. Valagamba, dober diplomat, je spoznal, da so njegove sile prešibke, da bi se borile proti obema sovražnikoma in se jih skušal znebiti tako, da so se borili med seboj. Tiyu je poslal sporočilo, da bi lahko imel kraljestvo, če uspe premagati tuje napadalce. Tiya se je strinjal, povedel svoje sile na srečanje s Tamilci in bil premagan. Tamilci, navdušeni nad svojim uspehom, so napredovali proti Anuradhapuri in premagali kralja, ki je bil prisiljen zapustiti prestol in se skriti v gore. Kot kralj, ki je bil premagan v bitki, je bežal iz Anuradhapure. Džainistični duhovnik iz samostana Giri, ki ga je zgradil kralj Pandukhabaya pri severnih vratih mesta, je vzkliknil: »Veliki črni Singalec je pobegnil«. Kralj je nato odvrnil: »Če se izpolni moja želja (o vrnitvi kraljestva), bom tukaj zgradil tempelj.«
V času Beminitie Seya ali obdobja lakote in tuje vladavine, ki je sledila, se je Vattagamani Abhaya zatekel v gorsko regijo nabirati vojake, ko je po več kot štirinajstih letih izgnanstva leta 89 pr. n. št. odšel na Anuradhapuro in porazil zadnjega tamilskega kralja Bhatiya. Da bi izpolnil zavezo če zmaga, je bilo eno njegovih prvih dejanj zgraditi Abhayagiri Viharo na mestu samostana Giri. Mahatissa Thera iz Kupikkale je bil imenovan za prvega vodjo kot znak zahvale za njegovo podporo v boju proti napadalcem. Abhayagiri je kasneje postal simbol ne le verskega, ampak tudi nacionalnega preporoda, saj je signaliziral konec vpliva Brahmanov in džainistov v državi.
Po kronikih je ime Abhayagiri Vihara izviralo iz imen kralja Vattagamani Abhaya in duhovnikov Giri, ki so živeli v džainističnem samostanu. Ker pa so bili najstarejši samostani zgrajeni okrog hriba ali girija v singalščini (npr. samostani Vessagiri, Meghagiri ali Chetiyagiri), je mogoče, da ime Abhayagiri simbolizira samostan, ki ga je ustvaril Vattagamani Abhaya po ponovnem prevzemu kraljestva, ki obkroža hribovje, znano pod imenom Digapasana, zdaj znotraj kompleksa Abhayagiri.

## Zlata doba Abhayagirija

### Kraljevi patronat
Pod Gajabahujem I. je Abhayagiri postal prestižen in pomemben.
Nastop kralja Mahasena v 3. stoletju je imel za posledico zatiranje mahaviharskih menihov. Kralj je prepovedal dajanje miloščine menihom ter rušil zgradbe mahavihare in material uporabil za gradnjo novih stavb na Abhayagiriju. Nastop Mahasena se je začel v zlati dobi Abhayagirija. Po tem, ko je bila v četrtem stoletju pripeljana Budova relikvija Sveti zob na Šrilanko, je bil izbran Abhayagiri za hrambo in javno čaščenje.
Faxijan, kitajski menih, je zapisal:
Deset dni od zdaj bo Budin zob prinesen ven in odpeljan v samostan Abhayagiri ... na obeh straneh ceste; kralj postavlja slike petsto oblik, ki jih je Buda prevzel v svojem prejšnjem obstoju. 
Do trenutka, ko je Faxian prišel na Šrilanko v iskanju Dhamme in obiskal Abhayagiri leta 412, se je razvil v vodilno budistično središče Šrilanke. Do 7. stoletja so Abhayagiri Vihara sestavljalo štiri mulas (dobesedno »družine«, bratovščine ali združene ustanove za versko poučevanje):
- Uttara mula
- Kapara mula
- Mahanethpa mula
- Vahadu mula

Vse te so bile locirane in identificirane s pomočjo arheoloških izkopavanj, raziskav in epigrafskih dokazov.
Pred dvanajstim stoletjem je več vladarjev Šrilanke nudilo podporo in pokroviteljstvo Abhayagiri teravadistom in popotniki, kot je Faxian, so videli Abhayagiri kot glavno budistično tradicijo na Šrilanki.

### Zunanji odnosi
Sčasoma se je Abhayagiri razvil v dobro organizirano versko in izobraževalno institucijo, ki je imela dobro vzpostavljene odnose s Kitajsko, Javo in Kašmirjem.
Po kitajskem besedilu Biqiuni Zhuan, biografiji bikuni (nune), ki ga je zbiral Shi Baochang leta 526 in biografiji Gunavarnama in Sanghavarnama, so singalske nune dale drugi Upasampado (dobesedno pomeni »približevanje ali približevanje asketski tradiciji«) ali višje posvečenje kitajskim nunam. Po drugem kitajskem viru, 426. leta, je v Nanjing, glavno mesto dinastije Liu Song (420-477), prispelo osem singalskih nun, na trgovski ladji v lasti človeka po imenu Nandi. Kasneje so v Nanjing prišle še tri nune, ki jih je vodila Tissara. Tako je leta 434 več kot tri tisoč nun večkrat prejelo svoje višje posvečenje v prisotnosti več kot desetih nun, ki jih vodila Tissara v templju v Nanjingu na Kitajskem.
Zapisano je bilo tudi, da so bili med Šrilanko in Javo prek Abayagiri Vihare verski stiki vsaj do konca 8. stoletja, kot je opisano v fragmentiranem napisu iz planote Ratubaka v osrednji Javi. Ta napis govori o vzpostavitvi »Abhayagiri Vihara singalskih asketov, ki so bili usposobljeni v izrekih jinas Buda.« Glede tega zapisa je J. G. de Casparis opozarjal: »Najpomembnejša podrobnost je ime ustanovitelja, Abhayagiri Vihara«.

### Mahāyāna in Vajrayāna
Zdi se, da je bil Abhayagiri Vihara središče učenja teravadske Mahāyāne in Vajrayāne;, kot tak so bil bolj kot heretični, konzervativni Mahavihara menihi. V 7. stoletju je Xuanzang opisal tudi sočasno obstoj obeh samostanov na Šrilanki in se nanaša na menihe Mahavihare kot "Hīnayāna Sthaviras" (Pali: Thera) in menihe Abhayagiri Vihara kot "Mahāyāna Sthaviras". Xuanzang nadalje piše:
Mahāvihāravāsi zavračajo Mahāyāno in vadijo Hīnayāno, medtem ko Abhayagirivihāravāsi preučujejo obe Hinayāno in Mahāyāno ter propagirajo Tipitaka.
Kot glavna univerza in središče učenja je bil Abhayagiri dom številnih pomembnih budističnih znanstvenikov, ki so delali v sanskrtu in paliju. Med njimi so Upatissa (ki je napisal Vimuttimagga - priročnik za budistično prakso), Kavicakravarti Ananda (avtor Saddhammopåyana), Aryadeva (avtor več pomembnih budističnih besedil Mahayana Madhyamaka; znan tudi kot Kanadeva, priznan kot 15. patriarh v čan budizmu in kot "Bodhisattva Deva" na Šrilanki), Aryasura in tantrični mojstri Jayabhadra in Candramåli.
V 8. stoletju so je na Šrilanki izvajala tako Mahajana kot ezoterična Vajrayāna oblika budizma, dva indijska meniha, Vajrabodhi in Amoghavajra, ki sta bila odgovorna za širjenje ezoteričnega budizma na Kitajskem, pa sta v tem času obiskala otok.

## Zaprtje in uničenje
Trend Abhayagiri Vihare kot prevladujoče teravāda sekte se je spremenil v 12. stoletju, ko je Mahavihara pridobil politično podporo kralja Parakkamabaha I. (1153-1186 n. št.) in popolnoma odpravil izročilo Abhayagirija in Jetavana.
Culavamsa pripoveduje (par. 78: 1-27), da je kralj Parakramabahu I. prvič očistil Mahavihare in jo nato združil z bratovščino Abhayagiri in Jethawana.
Menihi teh dveh izročil so bili nato razpuščeni in so se odločili bodisi, da se vrnejo v laični stan ali poskušajo reorganizirati v skladu z izročilom Mahavihihra kot »novic« (sāmanare).
Parakkamabahu je tudi imenoval Sangharajo ali "kralja Sanghe", meniha, ki bi predsedoval Sanghi in njegovim izpostavam na Šrilanki, ob pomoči dveh pomočnikov.
Periodične južno indijske invazije, še posebej v 9. stoletju v času vladavine Sena I., skoraj pol stoletja vladavine Cola in poznejšem opuščanju prestolnice v Anuradhapuri, so pripeljale do razpada Abhayagiri Vihare. Kljub prizadevanjem Vijayabahuja I. in Parakramabahuja I. v 13. stoletju, da bi obnovili in ponovno obudili tempelj, ni bilo mogoče preprečiti njegovega postopnega uničenja, še zlasti po končnem prenosu prestolnice iz Polonnaruwe v Rajarato ali Kraljevo deželo, na alternativno lokacijo leta 1215, zaradi ponavljajočih se invazij.
Osemstoletna temna doba je zajela Abhayagiri Viharo, dokler ni bil ponovno odkrit v 1880-ih in zbudil zanimanje znanstvenikov za zapuščene in vandalizirane ruševine. Napačno identificiran najprej kot Jetavana Vihara, so ruševine fotografirali in risali strokovnjaki v poznem 19. stoletju, medtem ko je Oddelek za arheologijo, ustanovljen približno v istem obdobju, opravil izkopavanje in konzervacijska dela nekaterih zgradb v začetku 20. stoletja.

## Zapuščina
Praznovanje Avalokitešvara Bodhisatva se na Šrilanki nadaljuje do danes, in se imenuje Nātha. Čaščenje Avalokitešvara je pomembna praksa v Mahayani, medtem ko Maithreya Bodhisatva (Santhusitha) častijo teravadisti. V zadnjem času poskušajo prepoznati Nātha kot Maitreja Bodhisatva. Vendar pa tradicije in temeljna ikonografija, vključno s podobo Amitābha Buda na svoji kroni, identificirajo Nātha kot Avalokiteśvara.
Zgodnja poročila Evropejcev iz 18. stoletja opisujejo budistične menihe Šrilanke, ki se ukvarjajo z recitiranjem mantre in z uporabo mālā kroglic za štetje, kot se izvaja Mahajanai budizem.

## Arhitekturni okras
Arhitekturni elementi stavb, izkopanih v Abhayagiri Vihari, jasno odražajo družbena prepričanja in religiozne prakse, ki so obstajale v tistem času. Čeprav je bil budizem državna religija in glavna doktrina, ki ji sledi večina prebivalstva, je bil vpliv drugih lokalnih prepričanj, zlasti hinduizma, precejšen in se izraža v arhitekturi tega obdobja. Zasnova vhodov, na primer, prikazuje prakso postavitve stavb pod zaščito božanstva varuha.
Dve plošči, postavljeni na obeh straneh stopnic, ki vodijo do stavbe, so znane kot kamni varuhi (muragal). Običajno so izrezljani, čeprav so našli tudi navadne kamne. Med hindujskimi simboli, ki so bili zastopani na teh kamnih, je najpogostejši, razen lonca obilja in kalpavrke, figura Nāgarāje (kralj nāga) ali antropomorfen kralj Kobra. Najboljši primer teh in ena najlepših kamnov varuhov, ki so jih odkrili, so našli v Ratnaprasadi v Abhayagiriju in ilustrira stopnjo popolnosti, ki so jo dosegli kiparji Abhayagirija. Veliko je lotosov in punkal. Predstavitve lotosa so posebnega pomena v kmetijskih družbah, kjer simbolizirajo hčerke božanstva varuha dežja. Figura slona na Eth Pokunu je tudi simbol vode.
Glavna budistična božanstva-varuhi pogosto označujejo z živalsko obliko določenih bogov, posebnost na kamnih varuhih. Dober primer ponujajo izvrstni kipi na obeh straneh vhoda v dagobo Abhayagiri. V glavi enega od kipov je polž, medtem ko je v drugi lotos. Predstavljajo Sanka in Padmo, dve glavni zakladnici Kuvere, ki naj bi bili postavljeni, da bi preprečili vsako zlo ali nevarnost, ki bi lahko ogrozila dagobo ali njeno okrožje. Še danes verjamejo, da so jim zaupana mistična pooblastila in sodišča v vasi Anuradhapura sprejemajo prisege pred kipi kot dokaz za reševanje manjših sporov med strankami.
Najboljši primer mesečevega kamna, edinstvene kreacije kiparjev iz Šrilanke, je mogoče videti ob vznožju stopnic, ki vodijo do Pancavse, splošno znane kot Mahasenova palača. Manjši primer, prav tako izvrstno izklesan, je bil v bližini kraljevega paviljona. Različne oblike in velikosti ter iz različnih vrst kamnov so izjemne umetniške stvaritve. Po Paranavitani mesečev kamen simbolizira samsaro, neskončni cikel ponovnega rojstva in pot do svobode samsarskega procesa, ki vodi do nirvane. Razlaga vzorec najbolj oddaljenega obroča kot plamen in različne živali, prikazane v drugih koncentričnih krogih, kot zaporedne faze prehajanja človeka skozi samsaro.

## Trenutni status
V petnajstih letih je dagobo Abhayagiri v celoti obnovil in rekonstruiral Centralni kulturni sklad Šrilanke kot projekt Unesca za skupaj 3,9 milijonov dolarjev. Junija 2015 sta jo odkrila predsednik Maithripala Siriseno in premier Ranil Wickremesinghe.